# Trujillo Alto
Trujillo Alto – miasto w Portoryko, w aglomeracji San Juan; 55 500 mieszkańców (2006). Jest siedzibą gminy Trujillo Alto.